# Сигма Водолея
Сигма Водолея (лат. σ Aquarii), 57 Водолея (лат. 57 Aquarii), HD 213320 — одиночная звезда в созвездии Водолея на расстоянии приблизительно 175 световых лет (около 54 парсеков) от Солнца. Видимая звёздная величина звезды — +4,81m. Возраст звезды оценивается как около 30 млн лет.

## Характеристики
Сигма Водолея — белый субгигант спектрального класса A0IVs. Масса — около 2,87 солнечных, радиус — около 2,87 солнечных, светимость — около 105 солнечных. Эффективная температура — около 10116 К.